# Czenla
Czenla – państwo Khmerów w VII i VIII wieku poprzedzające Angkor (802 do 1432 r.), następca Funanu. W roku 549, wykorzystując osłabienie wewnętrzne królestwa Funan, dodatkowo pogłębione przez katastroficzną powódź, władca Czenli Bhawawarman podporządkował sobie cały Funan, a następnie niemal cały Półwysep Malajski. Następcy Bhawawarmana ugruntowali swoją władzę wzmacniając rolę religii hinduistycznej. W wyniku późniejszych konfliktów pomiędzy arystokratycznymi rodami doszło w roku 706 do rozpadu Czenli na dwa państwa Czenlę Wodną lub Dolną, położoną w dolnym biegu Mekongu i Czenlę Lądową lub Górną, w północno-zachodniej Kambodży. Pod koniec VIII wieku Czenlę podbili Jawajczycy. Na przełomie VIII i IX w. kraj został wyzwolony dając początek królestwu Angkoru.